# Borboletta
Albums de Santana Band
Welcome
(1974) Lotus
(1975)
Album studio par Santana Band
Welcome
(1974) Amigos
(1976)
Album solo par Carlos Santana
Illuminations
(1974) Oneness, Silver Dreams, Golden Reality
(1979)
Borboletta (1974) est le 6e album studio du groupe rock latino Santana. Stanley Clarke vient jouer la basse sur 4 pièces. Le bassiste original David Brown est de retour pour remplacer Doug Rauch et le chanteur claviériste Leon Patillo s'est joint au groupe. Après que l'album a été complété, le batteur Michael Shrieve a quitté le groupe et c'est Leon "Ndugu" Chancler qui a pris sa place, il apparaît d'ailleurs sur quelques chansons de l'album.

## Historique
Borboletta, qui veut dire papillon en portugais, laisse beaucoup de place aux percussions, au saxophone et aux claviers qui installent les atmosphères. La pochette qui montre un papillon sur fond bleu est une allusion à l'album Butterfly Dreams de la chanteuse brésilienne Flora Purim et son mari le percussionniste Airto Moreira, qui jouent d'ailleurs sur quelques chansons et leur contribution a eu une profonde influence sur le son de l'album. La première pièce, Spring Manifestations (Sound effects) ne contient aucun instrument de musique autre que des percussions et des effets sonores du couple Purim/Moreira et leur est d'ailleurs créditée.

## Titres de l’album
1. Spring Manifestations (Sound Effects) - (A. Moreira, F. Purim) - 1:05
2. Canto de los Flores - (Santana, T. Coster) - 3:39
3. Life Is Anew - (C. Santana, M. Shrieve) - 4:22
4. Give and Take - (C. Santana, T. Coster, M. Shrieve) - 5:44
5. One with the Sun - (E. Martini, J. Martini) - 4:22
6. Aspirations - (T. Coster, C. Santana) - 5:10
7. Practice What You Preach - (C. Santana) - 4:31
8. Mirage - (Leon Patillo) - 4:43
9. Here and Now - (A. Peraza, Santana) - 3:01
10. Flor de Canela - (C. Santana, D. Rauch) - 2:09
11. Promise of a Fisherman - (D. Caymmi) - 8:18
12. Borboletta - (A. Moreira) - 2:47

## Musiciens
- Carlos Santana - guitare (3-5,7-11), percussions (2, 9), congas (7), gong (8), chant (11), producteur
- David Brown – basse (2,4,5,7,8)
- Stanley Clarke – basse (6,9-11)
- Flora Purim - chant (1, 11), effets sonores (1, 1)
- Leon Patillo – chant (3, 4, 5, 7, 8), piano (8), piano électrique (3, 5), orgue (4)
- Tom Coster – piano (4,9), piano électrique (2,9-11), orgue Hammond (7,10,11), orgue (3,5,6,8), synthétiseur Moog (4,8), producteur
- Michael Shrieve : Batterie (2-5,7,8), producteur
- Leon "Ndugu" Chancler : Batterie (6,9)
- Airto Moreira – Batterie (10,11), percussions (12), effets sonores (1), triangle (11), chant (12)
- Armando Peraza – percussions, congas (2,4,5,6,8,11), bongos (3,6,11), saxophone soprano (10)
- José Chepitó Areas – timbales (4), congas (2,3)
- Michael Carpenter – echoplex (2)
- Jules Broussard – saxophones soprano et ténor (4,6,9,11)

- Flora Purim et Airto Moreira apparaissent grâce à la courtoisie des disques CTI.

## Production
- Carlos Santana, Michael Shrieve, Tom Coster : Producteurs
- Glen Kolotkin : Ingénieur
- Barry Imhoff, Carlos Santana : Design de la jaquette
- Ed Lee : Direction artistique